# I due campioni dello Shaolin
I due campioni dello Shaolin (Shaolin yu Wu Dang) è un film del 1980 diretto da Cheh Chang, con protagonista Meng Lo. La pellicola è anche conosciuta con il titolo internazionale di Two Champions of Death.

## Opere derivate
Il video Get yourself High dei Chemical Brothers è interamente realizzato con immagini tratte da questo film.